# Вильдьё (Воклюз)
Вильдьё (фр. Villedieu) — коммуна во французском департаменте Воклюз региона Прованс — Альпы — Лазурный Берег. Относится к кантону Везон-ла-Ромен.

## Географическое положение

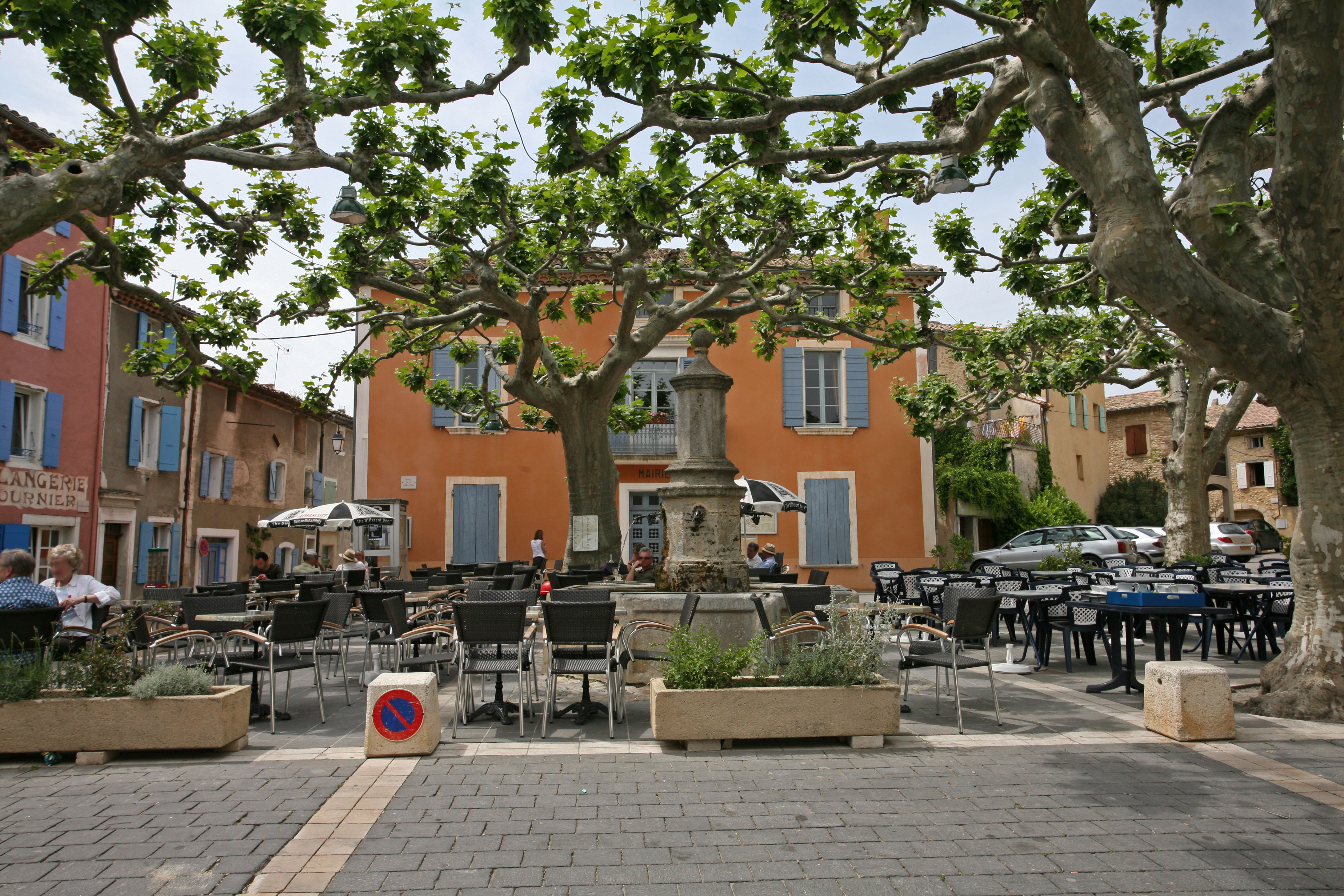
Мэрия.

Вильдьё расположен в 45 км к северо-востоку от Авиньона. Соседние коммуны: Мирабель-о-Бароннье на северо-востоке, Пьежон и Пюимера на востоке, Сен-Ромен-ан-Вьеннуа и Везон-ла-Ромен на юге, Роэ на юго-западе, Сен-Ромен-де-Мальгард и Бюиссон на западе, Сен-Морис-сюр-Эг на северо-западе.

## Демография
Население коммуны на 2010 год составляло 514 человек.
| 1962 | 1968 | 1975 | 1982 | 1990 | 1999 | 2010 |
| ---- | ---- | ---- | ---- | ---- | ---- | ---- |
| 442  | 472  | 438  | 480  | 548  | 508  | 514  |

## Достопримечательности
- Бывшая штаб-квартира тамплиеров, сохранился замок с одной башней.
- Крепостная стена старого города и фортификационные сооружения.
- Три лавуара.
- Фонтан на площади Свободы.
- Церковь Сен-Мишель, XII век.
- Часовня белых пенитанциеров (1499).
- Статуя Богоматери в Сен-Клоде, 1936 года.